# Hilarimorpha pusilla
Hilarimorpha pusilla is een vliegensoort uit de familie van de Hilarimorphidae. De wetenschappelijke naam van de soort is voor het eerst geldig gepubliceerd in 1923 door Johnson.